# Куйбышевский сельский округ (Северо-Казахстанская область)
Куйбышевский сельский округ (каз. Куйбышев ауылдық округі) — административная единица в составе Кызылжарского района Северо-Казахстанской области Казахстана. Административный центр — село Боголюбово. Аким сельского округа — Бердалин Бакытжан Садуович.
Население — 2602 человека (2009, 3244 в 1999, 4017 в 1989).

## Образование
Функционируют две основные школы в селах Вознесенка и Надежка, средняя школа в селе Боголюбово. Обеспечен подвоз учащихся из сел Надежка и Вознесенка в интернат Боголюбовской средней школы. Работает миницентр «Жұлдыз» с полным днем пребывания на 45 мест. Миницентры с неполным днем пребывания работают в основных школах Вознесенки и Надежки по 17 мест.
Имеются мини-футбольное поле, баскетбольная площадка, хоккейные коробки в зимнее время.
В Кызылжарском аграрно-техническом колледже обучаются 149 студентов.

## Здравоохранение
В округе функционирует Боголюбовская врачебная амбулатория, два фельдшерско-акушерских пункта, один медицинский пункт.

## Экономика
В округе функционируют 3 товарищества с ограниченной ответственностью, 1 коммандитное товарищество, 68 крестьянско-фермерских хозяйств.
На территории округа действует 30 зарегистрированных субъектов малого и среднего бизнеса,
в их числе 24 торговые точки, 2 хлебопекарни, молочная ферма, производство комбикорма, производство сетки рабицы. Индивидуальные предприниматели занимаются грузоперевозками, закупом молока у населения, заготовкой дров.
В селе Боголюбово работает водопровод, в селе Надежка пункт раздачи воды.
Функционирует сотовая связь «Beeline», «Activ», «Теле-2», отделение почтовой связи.
Села сельского округа соединены между собой, с районным и областным центрами асфальтированными автомобильными дорогами местного значения.
В селе Боголюбово работает Дом культуры, в селе Вознесенка — сельский клуб.

## Состав
В состав округа входят такие населенные пункты:
| Населенный пункт | Население, человек (1989) | Население, человек (1999) | Население, человек (2009) |
| ---------------- | ------------------------- | ------------------------- | ------------------------- |
| Боголюбово, село | 2743                      | 2021                      | 1625                      |
| Вознесенка, село | 630                       | 668                       | 544                       |
| Надежка, село    | 644                       | 555                       | 433                       |